# Người Hoa ở Phan Thiết
Người Hoa ở Phan Thiết là cộng đồng người gốc Hoa đang sinh sống tại thành phố Phan Thiết, tỉnh Bình Thuận. Đây là cộng đồng người dân tộc đông đảo, sau người Kinh.

## Lịch sử
Cuối thế kỷ 17, khi nhà Thanh lật đổ hoàn toàn nhà Minh bên Trung Quốc, những người Hoa mang tư tưởng "phản Thanh phục Minh" bị triều đình nhà Thanh đàn áp, họ đã tổ chức các cuộc di dân đến lãnh thổ Việt Nam. Trong đó có một bộ phận dừng chân ở cửa biển Phú Hài, trải dài đến xã Hàm Nhơn (thị trấn Phú Long thuộc huyện hàm Thuận Bắc ngày nay). Từ đó hình thành một cửa biển buôn bán sầm uất với thương thuyền nước ngoài. Do dân di cư ngày càng đông, cùng với hoàn cảnh lịch sử và điều kiện làm ăn, người Hoa dần dần di chuyển về vùng Phan Thiết.
Tại đây, các bang hội người Hoa đã lập ra các hội quán sinh hoạt theo nguồn gốc xuất thân là: Quảng Đông, Phúc Kiến, Triều Châu và Hải Nam để duy trì đời sống văn hóa, tín ngưỡng, tưởng nhớ cố hương và tạo quan hệ làm ăn. Hầu hết các hội quán này được xây dựng vào cuối thế kỷ 17 đến đầu thế kỷ 18. Ngoài các hội quán riêng đó, vào năm Canh Dần (1770), cộng đồng người Hoa còn cùng nhau xây dựng Miếu Quan Đế để thờ Quan Công nên người Việt thường gọi đó là chùa Ông. Có thể xem Miếu Quan Đế là trung tâm sinh hoạt chung của cộng đồng người Hoa ở Phan Thiết cho đến tận nay.
Dưới thời kỳ Pháp thuộc, người Hoa dần quy tụ sinh sống tại một số phường quanh cửa sông Cà Ty, ven bờ biển để thuận lợi xuất cảng hàng hóa. Phường Đức Nghĩa khi đó trở thành trung tâm giao thương của Phan Thiết, nơi có chợ Phan Thiết mà người Hoa sinh hoạt buôn bán nhộn nhịp, chiếm số đông.

## Sinh hoạt văn hóa
Người Hoa tại đây thỏa thuận cứ ba năm một lần (hiện nay là chỉ năm chẵn) vào tháng bảy Âm lịch sẽ cùng nhau tổ chức lễ hội Nghinh Ông Quan Thánh Đế Quân, tức là rước Quan Công tuần du qua các khắp các đường phố chính của thị xã Phan Thiết. Lễ hội này rất linh đình, đoàn xe của mỗi bang hội có hình thức, cờ xí, kiệu hoa khác nhau, chất bánh trái, tiền bạc lên trên. Theo đoàn xe có các diễn viên mặc xiêm y đóng giả các nhân vật lịch sử Trung Hoa, có múa lân, múa võ, trống chiêng, tiếng pháo nổ liên hồi. Hai bên đường phố lớn, các gia đình dọn sẵn bàn hương án có bình hoa, bánh trái, thắp nhang đèn nghênh đón đoàn. Sau khi "thỉnh Ông" tuần du khắp phố phường thì họ đều tập trung về Miếu Quan Đế để làm đại lễ.